# Wienecke-Eiszunge
Die Wienecke-Eiszunge ist eine 17 km lange Gletscherzunge an der Eights-Küste des westantarktischen Ellsworthlands. Sie ragt vom Rand des Abbot-Schelfeises zwischen Farwell Island und dem Pfrogner Point in die Bellingshausensee. Die Eiszunge ist Standort einer 2019 entdeckten Brutkolonie von Kaiserpinguinen.
Das UK Antarctic Place-Names Committee benannte sie 2020 nach der Ornithologin Barbara Wienecke von der Australian Antarctic Division, einer ausgewiesenen Expertin für Kaiserpinguine.